# Believe Again
"Believe Again"  er en dansk sang. Sangen er Danmarks bidrag til Eurovision Song Contest 2009 efter at have vundet Dansk Melodi Grand Prix 2009, og er fremført af Niels Brinck. Den er skrevet af Lars Halvor Jensen, Martin Møller Larsson og Ronan Keating. Sangen er på engelsk.
Brinck deltog derfor i Eurovision Song Contest 2009, hvor han fremførte sangen i den anden semifinale, den 14. maj, som nummer ni. Han kvalificerede sig til finalen 16. maj, hvor han opnåede en trettendeplads med 74 point.
Sangen er efterfølgende blevet brugt af flere kunstnere:
- som single af Ronan Keating i en duet med Paulini
- som coverversion til album af australske Orianthi – Believe
- som single af hollandske Jeroen van der Boom – Weer geloven (på hollandsk)
- som coverversion til album af sydafrikanske Heinz Winckler – Ek kan weer in liefde glo (på afrikaans)